# David Kovačević ml.
David Kovačević ml. (1864. – 1937.), bio je hrvatski profesor i stručni pisac. Rodom je iz Smiljana.